# كريمان شفيق
كريمان شفيق (من مواليد 1 سبتمبر 1996) هي لاعب جودو مصرية. فازت بإحدى الميداليات البرونزية في منافسات وزن +78 كجم سيدات في دورة الألعاب الأفريقية 2019 التي أقيمت في الرباط بالمغرب.
وقبل بضعة أشهر، فازت بإحدى الميداليات البرونزية في منافسات وزن +78 كجم للسيدات في بطولة أفريقيا للجودو 2019 التي أقيمت في كيب تاون، جنوب إفريقيا.